# الهادي المهدي
الهادي عبد الرحمن المهدي (1918-1970م). هو سياسي سوداني سابق.
والده الإمام عبد الرحمن المهدي. والدته السيدة بخيتة مصطفى ابنة عمدة الشوال، تخرج من كلية فكتوريا.

## حياته العملية
تولى إدارة دائرة المهدي. اختاره الإمام الصديق المهدي أخوه الأكبر بمجلس الشورى الذي كونه لإدارة شئون الأنصار بعد وفاته ولحين اختيار الإمام شوريا.
تقلد إمامة الأنصار بعد وفاة الإمام الصديق بناء على مقترح من السيد عبد الله الفاضل المهدي.
حدث اختلاف داخل حزب الأمة بعد ذلك حول صلاحيات الإمام داخل الحزب وانشق الحزب إثرها، بين جناح الإمام الذي كان يرى لإمام الأنصار مطلق الصلاحيات داخل حزب الأمة وقد كان ذلك الفريق بزعامة السيد محمد أحمد محجوب رئيس الوزراء قبل الانشقاق، وبين فريق يرى أن القرارات داخل الحزب وداخل هيئته البرلمانية يجب أن تقوم على أساس ديمقراطي، مع الاكتفاء بدور راعي للإمام يتقيد بما ورد في مذكرة الإمام عبد الرحمن المهدي بهذا الخصوص والتي أصدرها إثر خلاف مماثل عام 1950م، وكان الفريق الأخير بقيادة رئيس الحزب حينها الصادق المهدي. بعد الانشقاق وقفت غالبية الهيئة البرلمانية مع رئيس الحزب، وصار رئيسا للوزراء.
خاض حزب الأمة انتخابات 1966م منشقاً ثم عاد وتوحد في عام 1969م.
عند قيام انقلاب مايو 1969م تزعم الإمام الهادي معارضته وقاد أحداث الجزيرة أبا التي انتهت بالمجزرة الشهيرة بأحداث الجزيرة أبا وحوادث ودنوباوي في مارس 1970م.
بعد تلك الأحداث الدامية مباشرة اتجه الإمام الهادي للهجرة شرقا، فعثرت عليه شرطة الحدود بالقرب من مدينة الكرمك مع جماعة من المرافقين، وضرب بالسلاح قبل معرفة هويته، وبعد معرفة هويته من قبل القوة التي عثرت عليه تم تبليغ سلطات الخرطوم وصدرت الأوامر بتصفيته فترك لينزف حتى الموت واغتيل رفيقيه بشكل بشع، ودفنوا جميعا سرا حيث أن النظام العسكري لم يعترف بقتله حينها ولم يعرف مكان دفنه إلا في عام 1986 حيث نقلت رفاته في موكب مهيب إلى قبة الإمام المهدي بأمدرمان.